# Erich Lichtenstein
Erich Lichtenstein (geb. am 21. März 1888 in Berlin; gest. 17. Juni 1967 ebenda) war ein deutscher Literaturwissenschaftler und Verleger in Jena, Weimar und Berlin.

## Leben
Er war der Sohn des Kaufmanns Max Lichtenstein aus Berlin und dessen Ehefrau Emma Bertha Lichtenstein geborene Wurm.
Lichtenstein promovierte in Heidelberg 1915 zur Geschichte der Aufklärung bei Max von Waldberg.
Sein Geschäft in Weimar befand sich für ein Jahrzehnt von 1922 bis 1932 in der Frauentorstraße 17, wo er einen Sortimentsbuchhandel nebst Antiquariat unterhielt. Wohnsitz und Verlag hatte er in der einstigen Junkerstraße 45 (heute: Trierer Straße 45), bevor er nach Berlin zog. Er unterhielt in Weimar auch Beziehungen zu Thankmar von Münchhausen. Zusammen mit Münchhausen hatte er 1920 mit Sitz in Jena den Lichtenstein-Verlag gegründet. Er selbst war in Jena wohnhaft in der Erfurter Straße 7. Die 1920 bis 1922 erschienenen Titel seines Verlages weisen jedenfalls Jena als Verlagsort aus. Münchhausen schied allerdings bereits 1923 aus dem Unternehmen aus. Münchhausen war Herausgeber der Werke Rainer Maria Rilkes, welchen Lichtenstein 1915 in München kennenlernte. Die politischen Verhältnisse veranlassten den jüdischen Verleger, aus Weimar wegzugehen. Die von Lichtenstein verlegten Bücher wurden bei Offizin Haag-Drugulin in Leipzig gedruckt. Von 1934 bis 1938 leitete Lichtenstein als einer der beiden Geschäftsführer die Jüdische Buchvereinigung in Berlin. Der zweite Geschäftsführer war Erwin Loewe (1895–1974). Außer der verlegerischen Tätigkeit hielt er Vorträge und veranstaltete Rezitationsabende im Jüdischen Kulturbund und bei den Quäkern. Als dies nicht mehr möglich war, musste er sich mit Gelegenheitsarbeiten durchschlagen. Er wurde auch zeitweilig während des Kriegs zur Zwangsarbeit verpflichtet. Die Scheidung seiner Frau 1942 von ihm verschlimmerte seine Situation bedrohlich. Außerdem wurde sein Verlag in Berlin-Wilmersdorf Hildegardstraße 2 enteignet. Damit ging seinem Verlag nicht nur die Geschäftsstelle, sondern auch der Warenwert gedruckter Bücher verloren. Er entging knapp der Deportation in einem Versteck, wo er die letzten Kriegsmonate zubrachte. Von 1945 bis 1957 war er als Lehrer an einem Gymnasium in Berlin-Wilmersdorf tätig. In den Nachkriegsjahren arbeitete er zudem als Literaturkritiker für den Rundfunk und für Tageszeitungen. Hans-Udo Wittkowski gelang es mit einem Buch Lichtenstein dem Vergessen zu entreißen.
Die auf dem Jüdischen Friedhof Weimar liegenden Mitglieder einer Familie Lichtenstein sind zwar wie er Israeliten, jedoch nicht mit ihm verwandt.

## Verlagsprofil
Es konnten 88 Titel der Verlegerschaft Lichtensteins nachgewiesen werden, die bibliographisch erfasst sind, unter denen auffallend viele Gedichtbände von zeitgenössischen Autoren vertreten sind wie u. a. von Hans Schiebelhuth, Alfred Grünewald, Fred von Zollikofer, Ludwig Derleth, Paul Mühsam, der Cousin von Erich Mühsam war. Er verlegte auch Werke des Schriftstellers Alexander von Bernus, mit dem er jahrzehntelang freundschaftlich verbunden blieb. Hauptsächlich jedoch machte der Verleger mit anspruchsvoll gestalteten, gediegenen Klassiker-Ausgaben auf sein Unternehmen aufmerksam. Darunter sind Hölderlins Werke in vier Bänden (1920–1922), herausgegeben von Erich Lichtenstein, Gesammelte Werke in drei Bänden von Annette von Droste-Hülshoff, Gesammelte Werke in vier Bänden von Christian Dietrich Grabbe. Die fünfzehnbändige Ausgabe der Dichtungen und Schriften E.T.A. Hoffmanns, herausgegeben von Walther Harich (1924), erwies sich als verlegerischer Reinfall, die dem Verleger in finanzielle Nöte brachten und den Anlass gaben das Verlagsprogramm über Jahre deutlich einzuschränken. Bemerkenswerterweise verlegte Lichtenstein ein von Erich F. Podach verfasstes Buch zu Friedrich Nietzsche Gestalten um Nietzsche, welches 1930 in Weimar bei Lichtenstein erschien.